# Muggträsk
Muggträsk este o arie protejată (arie specială de conservare — SAC, sit de importanță comunitară — SCI) din Suedia întinsă pe o suprafață de 420,7 ha, integral pe uscat.

## Localizare
Centrul sitului Muggträsk este situat la coordonatele 66°19′34″N 22°13′23″E / 66.3261°N 22.2231°E.

## Înființare
Situl Muggträsk a fost declarat sit de importanță comunitară în decembrie 1995 pentru a proteja 1 specie de plante. Situl a fost protejat și ca arie specială de conservare în martie 2011.

## Biodiversitate
Situată în ecoregiunea boreală, aria protejată conține 5 habitate naturale: Taiga vestică, Mlaștini turboase de tranziție și turbării mișcătoare, Cursuri de apă de la nivel de câmpie la nivel montan, cu vegetație Ranunculion fluitantis și Callitricho-Batrachion, Mlaștini împădurite, Turbării Aapa.
La baza desemnării sitului se află o specie protejată de  plante: Ranunculus lapponicus.